# Alfred A. Häsler
Pour les articles homonymes, voir Hasler (homonymie).
 (avril 2018).
Si vous disposez d'ouvrages ou d'articles de référence ou si vous connaissez des sites web de qualité traitant du thème abordé ici, merci de compléter l'article en donnant les références utiles à sa vérifiabilité et en les liant à la section « Notes et références ».
Alfred Adolf Häsler, né le 19 mars 1921 à Wilderswil et mort le 7 avril 2009 à Zurich, est un journaliste et écrivain suisse. 
Il est surtout connu pour son interprétation de la politique suisse des réfugiés sous le titre La barque est pleine, modèle littéraire du film de Markus Imhoof.

## Biographie
Fils de fermiers dans l'Oberland bernois, pendant son apprentissage de typographe en 1939, il écrit son premier article (sur la Gestapo) dans le journal The Nation.
Pendant la Seconde Guerre mondiale, il écrit contre le national-socialisme et aide les réfugiés en Yougoslavie, en Bulgarie et en Pologne. Vers la fin de la guerre, il rejoint le mouvement communiste et devient membre du Parti travailliste (PdA). En 1956, après la répression du soulèvement hongrois, il démissionne. En 1948, il a épousé la combattante de la résistance polonaise Zofia Pawliszewska.
De 1958 à 1977 il a travaillé comme rédacteur en chef de L'Acte puis, jusqu'en 1984, de la World Week, de 1964 à 1985 dans le magazine Ex Libris, en plus d'être pigiste pour la télévision et la radio suisse. Les thèmes centraux de sa participation en tant que critique de temps étaient la xénophobie, les problèmes de la jeunesse et la protection de l'environnement.